# قائمة دول أمريكا الجنوبية حسب الناتج المحلي الإجمالي (الاسمي) للفرد
فيما يلي قائمة دول أمريكا الجنوبية حسب الناتج المحلي الإجمالي الإسمي للفرد وفق معطيات صندوق النقد الدولي.

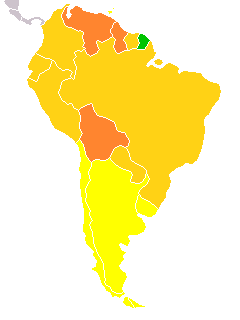
خريطة دول أمريكا الجنوبية حسب الناتج المحلي الإجمالي (الاسمي) للفرد حسب صندوق النقد الدولي لعام 2018

| >$60,000 $50,000 - $60,000 $40,000 - $50,000 $30,000 - $40,000 $20,000 - $30,000 $10,000 - $20,000 $5,000 - $10,000 $2,500 - $5,000 $1,000 - $2,500 <$1,000 |

| الترتيب 2022 | الدولة\المقاطعة | الناتج المحلي الإجمالي (الاسمي) للفرد 2022 (بالدولار الأمريكي) | الترتيب 2022 (عالمياً) |
| ------------ | --------------- | -------------------------------------------------------------- | --------------------- |
| 1            | الأوروغواي      | 21,677                                                         | 46                    |
| 2            | غيانا           | 20,539                                                         | 48                    |
| 3            | تشيلي           | 17,827                                                         | 57                    |
| 4            | الأرجنتين       | 13,709                                                         | 65                    |
| 5            | البرازيل        | 9,673                                                          | 79                    |
| 6            | بيرو            | 7,772                                                          | 87                    |
| 7            | الإكوادور       | 6,642                                                          | 95                    |
| 8            | كولومبيا        | 6,417                                                          | 97                    |
| 9            | باراغواي        | 5,667                                                          | 103                   |
| 10           | سورينام         | 5,556                                                          | 105                   |
| 11           | بوليفيا         | 3,800                                                          | 126                   |
| 12           | فنزويلا         | 3,640                                                          | 129                   |